# غروب واترلو
غروب واترلو ترانه‌ای از کینکس، گروه موسیقی انگلیسیِ راک، می‌باشد که در سال ۱۹۶۷ در قالب تک‌آهنگ عرضه شد و در آلبوم چیزی دیگر از کینکس جای گرفت. این ترانه که توسط رهبر گروه یعنی ری دیویس نوشته و تهیه شده است از جمله معروف‌ترین و محبوب‌ترین ترانه‌های کینکس به‌شمار می‌رود.

تحسین‌های بسیار زیادی از غروب واترلو شده است به طوری که در لیست‌های بهترین‌های موسیقی (از جمله ۵۰۰ ترانه برتر تمام اعصار رولینگ استون که رتبه ۴۲ را توانست کسب کند) حضور دارد.

در اواسط سال ۱۹۶۷ غروب واترلو در کشور انگلیس توانست به رتبه ۲ در چارت‌های موسیقی برسد و همچنین در استرالیا، نیوزلند و اکثر اروپا جزو ۱۰ اثر برتر بود. این ترانه نتوانست در آمریکای شمالی وارد چارت‌های موسیقی شود.

## درون‌مایه ترانه
شعر غروب واترلو داستان یک راوی تنها را که گذشتن دو عاشق از پل را مشاهده (یا نصور) می‌کند، توصیف می‌کند. شعر در بردارندهٔ احساسات مالیخولیایی راوی نسبت به این زوج (که تری و جولی نام دارند) و ایستگاه واترلو

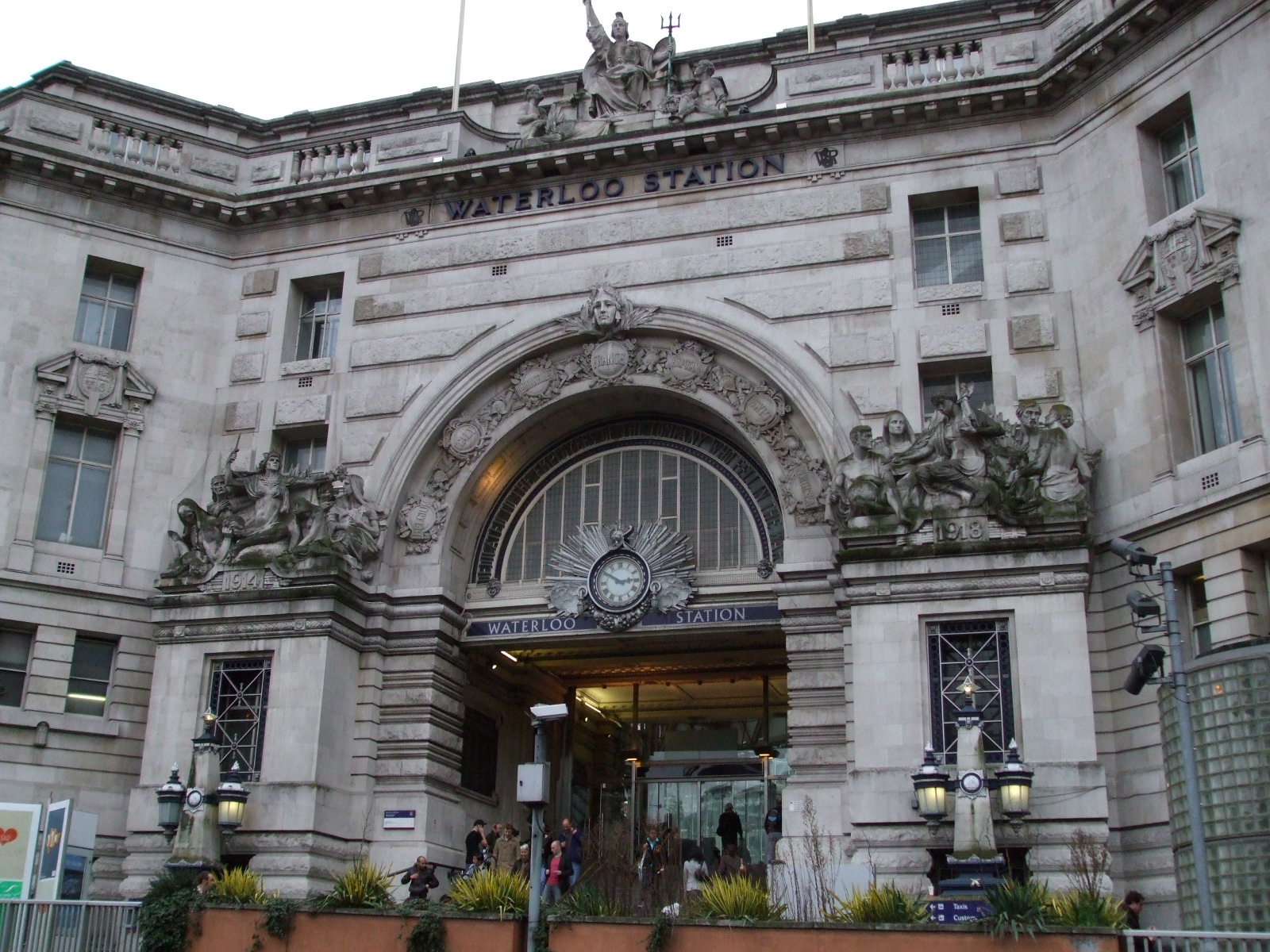
ایستگاه واترلو که در لندن واقع شده است، موضوع اصلی ترانه است. ترانه به احساسات شخص تنهایی که دو عاشق را از پشت پنجره آپارتمانش می‌پاید می‌پردازد. این دو عاشق هر هفته در جمعه در ایستگاه واترلو قرار می‌گذارند.

می‌باشد.

در ابتدا شایعه شده بود که این ترانه از زندگی عاشقانه ترنس استامپ و جولی کریستی الهام گرفته شده است اما ری دیویس در خودزندگی‌نامه‌اش این موضوع را رد کرده و در مصاحبه‌ای در سال ۲۰۰۸ گفت: «این [ترانه] یک فانتزی راجع به خواهرم و دوست پسرش است که به یک دنیای جدید می‌روند و قرار می‌شود که به یک کشور دیگر مهاجرت کنند.»

## میراث و تحسین‌ها
در پادشاهی متحده معمولاً از غروب واترلو به عنوان معروف‌ترین کار دیویس یاد می‌شود و «از طرف بسیاری یک اثر هنری در اوج جنبش دهه شصتی‌ها می‌باشد.»
این ترانه به خاطر مرغوبیت شعری و ساختار موسیقی عالی که دارد، معمولاً موضوع مطالعه هنر در دانشگاه‌های هنری می‌باشد.
دیویس بارها این ستایش‌ها را مردود دانسته و حتی بیان داشته که دوست دارد به عقب برگردد و برخی از تکه‌های شعر را تغییر دهد. بیشتر کارشناسان با نظر کن گارنر که یک مدرس در دانشگاه کلدونین گلاسگو است موافق هستند که می‌گوید: «دیویس، همانند همهٔ بهترین ترانه سرایان، به طرز شدیدی خودش را نقد می‌کند.»
رابرت کریستگاو، روزنامه‌نگار و منتقد موسیقی، غروب واترلو را «زیباترین ترانه به زبان انگلیسی» می‌داند.پیت تاونزند از گروه د هو ترانه را «الهی» و «یک شاهکار» خوانده است. استیون توماس ارلواین، منتقد موسیقی و ویرایشگر آل‌میوزیک، ترانه را «احتمالاً زیباترین ترانه دوران راک اند رول» می‌داند. رت میلر به آن لقب «برترین ترانه ای که توسط بشر نوشته شده است» داده است. در لیستِ ۵۰۰ ترانه برتر تمام اعصار رولینگ استون رتبه ۴۲ از آن غروب واترلو می‌باشد که از دیگر ترانه‌های کینکس جایگاه بالاتری دارد.

ری دیویس این ترانه را در مراسم اختتامیهٔ المپیک ۲۰۱۲ اجرا کرد.